# Obuhvat (vojni manevar)
Obuhvat je vojni manevar u kojem napadačka sila nastoji izbjeći primarnu obranu neprijatelja zauzimanjem položaja u neprijateljskoj pozadini, s ciljem uništavanja neprijatelja na njegovom trenutnom položaju.  Zapovjednici se često odlučuju za ovaj manevar umjesto frontalnog napada jer njegovom primjenom napadačka sila često ima manje gubitke, povećava mogućnost uništenja neprijatelja i stvara mu pritom veliki psihološki šok.

## Primjeri

### Schlieffenov plan
Schlieffenov plan bio je plan njemačkog vrhovnog stožera iz Prvog svjetskog rata, kojim su brzim obuhvatom preko neutralne Belgije željeli Francusku izbaciti iz stroja u prvim mjesecima rata 1914., kako bi snage potom mogli koncentrirati na bojištu s Rusijom. U stvarnosti, pak, ofenziva nije polučila željeni uspjeh, što su Francuzi kasnije prozvali "čudom na Marni" pa se nakon njena neuspjeha rat pretvorio u statično rovovsko ratovanje. 

### Bitka kod Farsala
Prilikom Bitke kod Farsala, 48. godine pr. Kr., Gaj Julije Cezar uspješno je primijenio ovaj manevar koristeći tzv. skrivenu četvrtu bojnu vrstu. Ista je prvo uspješno spriječila neprijateljski pokušaj obuhvata, da bi potom ta ista bojna vrsta s lijevog boka opkolila neprijateljsku vojsku, nakon čega se je ona počela raspadati. Uspješnom primjenom ovog manevra, Cezar je dobio bitku, unatoč brojčanoj inferiornosti vlastitih snaga u odnosu na protivnika. 

## Dvostruki obuhvat
Prema priručniku iz taktike Američke vojske, dvostruki obuhvat je manevar u kojem se frontalnim napadom neprijateljske snage fiksiraju, dok se istovremeno koriste druge snage kako bi se obuhvatila oba boka neprijatelja.

### Operacija Bljesak
CIA Balkan Battlegrounds piše da su tijekom Operacije Bljesak hrvatske snage izvele takav manevar. Svaki od 2 glavna pravca napada predvodile su gardijske brigade HV-a. Iz smjera Novske dijelovi 1 HGZ, te 1., 2. i 3. gardijske brigade, probile su neprijateljsku crtu, dok je iz pravca Nove Gradiške isto to napravila 5. gardijska brigada,  81. gardijska bojna i 265. izvidničko-diverzantska satnija. "Kliješta" Hrvatske vojske uspješno su se zatvorila kod Okučana, nakon čega su neprijateljske snage ostale okružene. U idućim danima, okruženi neprijatelj je prvo jakom topničko-raketnom vatrom istjeran iz svojih zaklona a potom natjeran u unaprijed pripremljene "kordon zone" gdje je eliminiran.